# DM i gravel 2023
Danmarksmesterskaberne i gravel 2023 var den 1. officielle udgave af DM i gravel. Mesterskabet fandt sted 14. oktober 2023 i Vingsted omkring Vejle. Breakaway Cycling Club og Adventure Cycling var arrangører i samarbejde med Danmarks Cykle Union.

## Medaljeoversigt
| Event        | Guld                                         | Sølv                                             | Bronze                                                  |
| ------------ | -------------------------------------------- | ------------------------------------------------ | ------------------------------------------------------- |
| Herrer       |                                              |                                                  |                                                         |
| Herrer elite | Magnus Bak Klaris (Restaurant Suri-Carl Ras) | Jonas Lindberg (Solbjerg IF MTB)                 | Rasmus Bøgh Wallin (Restaurant Suri-Carl Ras)           |
| U23 Herrer   | Christian Kornum (Aalborg Mountainbikeklub)  | Morten Örnhagen (Mountainbike Club Vejle)        | Bjørn Borreby Andreassen (Svendborg Mountainbike Klub)  |
| Herrejunior  | Hugo Rishøj (Tscherning Cycling Academy)     | Anton Schjødt Hollensen (Racing Bjerringbro)     | Peter Øxenberg Hansen (Team Vifra Kvickly Odder Junior) |
| Damer        |                                              |                                                  |                                                         |
| Damer elite  | Emma Norsgaard (Movistar Team)               | Anne Holm (ABC København)                        | Trine Andersen (CeramicSpeed Herning CK Elite)          |
| U23 Damer    | Kathrine Olivia Madsen (ACR Women Elite)     | “ingen”                                          | “ingen”                                                 |
| Damer junior | Kamma Bergholt (Varde Cykelklub)             | Olympia Bianca Norrid-Mortensen (Holte MTB Klub) | “ingen”                                                 |

## Resultater

### Damer
| Vingsted - Vingsted |  | (140,7 km) |

| \| Samlede stilling \| Samlede stilling \| Samlede stilling \| Samlede stilling \| Samlede stilling \| \| Rytter \| Rytter \| Hold \| Tid \| \| \| ---------------- \| ---------------------------- \| ---------------------------------- \| ---------------- \| ---------------- \| \| 1. \| Emma Norsgaard \| Movistar Team \| 4t 27' 01" \| \| \| 2. \| Anne Holm \| Arbejdernes Bicycle Club København \| + 4' 26" \| \| \| 3. \| Trine Andersen \| CeramicSpeed Herning CK Elite \| + 13' 58" \| \| \| 4. \| Marie-Louise Hartz Krogager \| Interklima ABC Copenhagen \| + 16' 05" \| \| \| 5. \| Janni Spangsberg \| Varde Cykelklub \| + 16' 11" \| \| \| 6. \| Kirstine Frida Rysbjerg Munk \| ACR Women Elite \| + 25' 31" \| \| \| 7. \| Sidsel Møller Hvas \| JS.dk \| + 38' 36" \| \| |                              |                                    |            |
| |                              |                                    |            |
| |                              |                                    |            |
| Samlede stilling |                              |                                    |            |
| Rytter | Rytter                       | Hold                               | Tid        |
| 1. | Emma Norsgaard               | Movistar Team                      | 4t 27' 01" |
| 2. | Anne Holm                    | Arbejdernes Bicycle Club København | + 4' 26"   |
| 3. | Trine Andersen               | CeramicSpeed Herning CK Elite      | + 13' 58"  |
| 4. | Marie-Louise Hartz Krogager  | Interklima ABC Copenhagen          | + 16' 05"  |
| 5. | Janni Spangsberg             | Varde Cykelklub                    | + 16' 11"  |
| 6. | Kirstine Frida Rysbjerg Munk | ACR Women Elite                    | + 25' 31"  |
| 7. | Sidsel Møller Hvas           | JS.dk                              | + 38' 36"  |

#### Hold
| UCI Women's WorldTeam- Movistar Team UCI MTB Team- Ghost Factory Racing DCU Elite Teams (3)- CeramicSpeed Herning CK Elite - Interklima ABC Copenhagen - Nyt Syn by Fialla powered by Extreme Amatørkvindehold (2)- ACR Women Elite - JS.dk Regional- og klubhold (2)- Arbejdernes Bicycle Club København - Varde Cykelklub |
| |

### Herrer
| Vingsted - Vingsted |  | (140,7 km) |

| \| Samlede stilling \| Samlede stilling \| Samlede stilling \| Samlede stilling \| Samlede stilling \| \| Rytter \| Rytter \| Hold \| Tid \| \| \| ---------------- \| ---------------------- \| ------------------------ \| ---------------- \| ---------------- \| \| 1. \| Magnus Bak Klaris \| Restaurant Suri-Carl Ras \| 3t 53' 14" \| \| \| 2. \| Jonas Lindberg \| Solbjerg IF MTB \| + 45" \| \| \| 3. \| Rasmus Bøgh Wallin \| Restaurant Suri-Carl Ras \| + 2' 47" \| \| \| 4. \| Erik Aagaard \| Middelfart Cykel Club \| + 9' 00" \| \| \| 5. \| Casper Ingerslev \| Aarhus MTB \| + 9' 45" \| \| \| 6. \| Michael Mørkøv \| Soudal Quick-Step \| + 10' 45" \| \| \| 7. \| Morten Gadgaard \| JS.dk \| + 17' 00" \| \| \| 8. \| Peter Thidemann \| Aalborg Mountainbikeklub \| + 21' 40" \| \| \| 9. \| Martin Hessner Nielsen \| Cykling Odense \| + 21' 45" \| \| \| 10. \| Rasmus Hammer \| Aalborg Cykle-Ring \| + 24' 32" \| \| |                        |                          |            |
| |                        |                          |            |
| |                        |                          |            |
| Samlede stilling |                        |                          |            |
| Rytter | Rytter                 | Hold                     | Tid        |
| 1. | Magnus Bak Klaris      | Restaurant Suri-Carl Ras | 3t 53' 14" |
| 2. | Jonas Lindberg         | Solbjerg IF MTB          | + 45"      |
| 3. | Rasmus Bøgh Wallin     | Restaurant Suri-Carl Ras | + 2' 47"   |
| 4. | Erik Aagaard           | Middelfart Cykel Club    | + 9' 00"   |
| 5. | Casper Ingerslev       | Aarhus MTB               | + 9' 45"   |
| 6. | Michael Mørkøv         | Soudal Quick-Step        | + 10' 45"  |
| 7. | Morten Gadgaard        | JS.dk                    | + 17' 00"  |
| 8. | Peter Thidemann        | Aalborg Mountainbikeklub | + 21' 40"  |
| 9. | Martin Hessner Nielsen | Cykling Odense           | + 21' 45"  |
| 10. | Rasmus Hammer          | Aalborg Cykle-Ring       | + 24' 32"  |

#### Hold
| UCI WorldTeam- Soudal Quick-Step UCI Kontinentalhold (3)- BHS-PL Beton Bornholm - Restaurant Suri-Carl Ras - Uno-X DARE Development Team UCI MTB Teams (2)- Lapierre Mavic Unity - Trek Future Racing DCU Elite Teams (2)- CO:PLAY-Giant Store - JS.dk Regional- og klubhold (15)- Aalborg Cykle-Ring - Aalborg Mountainbikeklub - Aarhus MTB - Aarhus Studenternes Cykelklub - Arbejdernes Bicycle Club København - Cykling Odense - Esbjerg Cykle Ring - Herning Cykle Klub - Holstebro Cykle Club - Middelfart Cykel Club - Mountainbike Club Vejle - Randers Cykleklub - Solbjerg IF MTB - Vejle Cykel Klub - Skrænten Cyclocross Club |
| |